# Rudolfinum
El Rudolfinum és un edifici d'estil neorenaixentista de Praga, a la plaça Jan Palach. Està dedicat sobretot a concerts, i té una sala principal anomenada Sala Dvořák en honor del compositor txec Antonín Dvořák que és la seu musical de l'Orquestra Filharmònica Txeca.

## Història

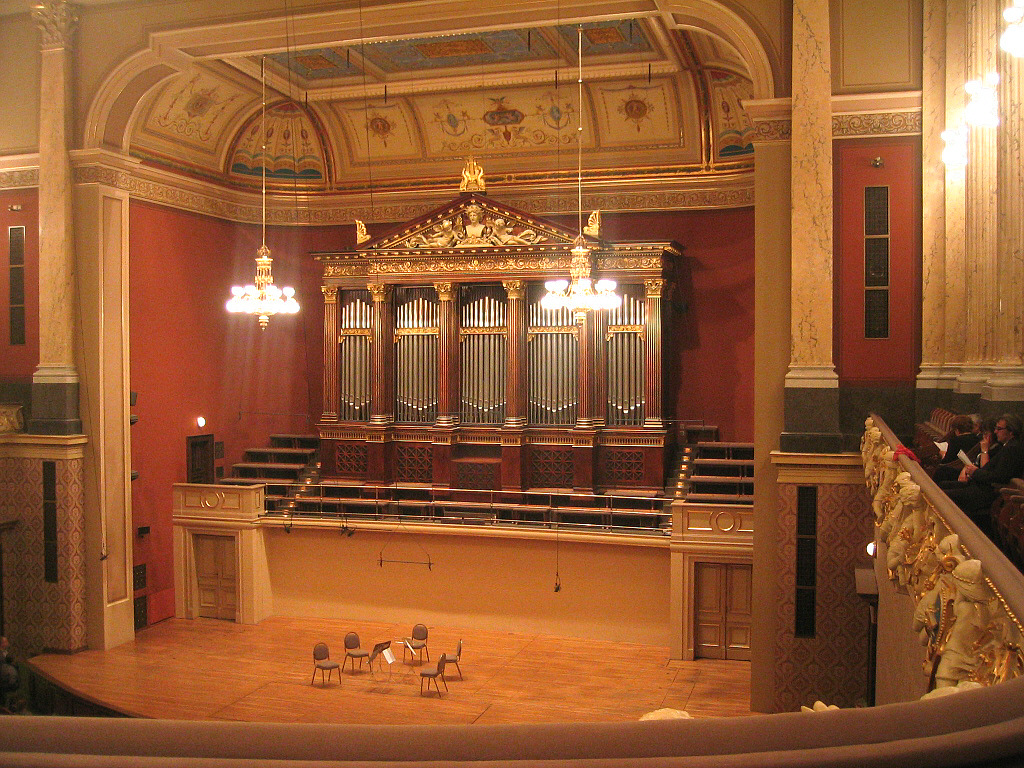
Sala Dvořák del Rudolfinum

Després d'un concurs arquitectònic internacional, l'edifici fou encarregat als arquitectes Josef Zítek i Josef Schulz, que ja havien construït el Teatre Nacional de Praga el 1881.
El Rudolfinum fou inaugurat el 8 de febrer de 1885 com un complex cultural amb una sala d'exposicions i una altra de concerts. Fou un regal de la caixa d'estalvis Česká spořitelna a la ciutat de Praga i a la nació txeca amb l'ocasió del cinquanta aniversari de la fundació d'aquesta institució bancària. Va rebre aquest nom en honor del príncep hereter de l'Imperi Austrohongarès, l'arxiduc Rodolf d'Àustria.
Durant el període d'entreguerres, el Rudolfinum va servir com a saló de plens per al Parlament Txecoslovac, i fou restaurat finalment entre el 1990 i el 1992.